# Balaguier-d'Olt
Balaguier-d'Olt is een gemeente in het Franse departement Aveyron (regio Occitanie) en telt 144 inwoners (2004). De plaats maakt deel uit van het arrondissement Villefranche-de-Rouergue.

## Geografie
De oppervlakte van Balaguier-d'Olt bedraagt 10,7 km², de bevolkingsdichtheid is 13,5 inwoners per km².

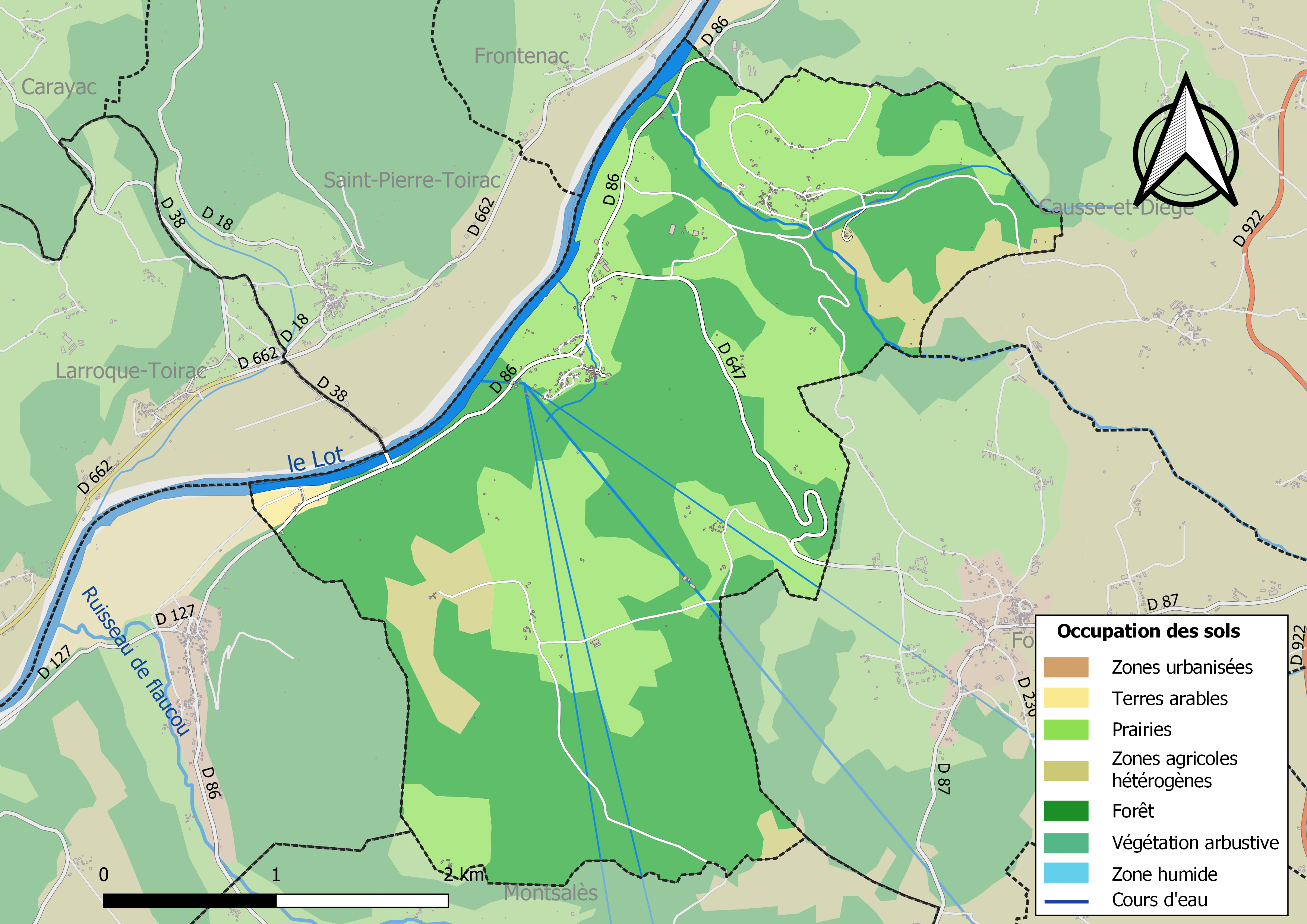
Kaart van de gemeente met de belangrijkste infrastructuur, bodemgebruik en omliggende gemeenten

## Demografie
Onderstaande figuur toont het verloop van het inwonertal (bron: INSEE-tellingen).
Vanwege een beveiligingsprobleem met de MediaWiki Graph-software is het momenteel niet mogelijk deze grafiek weer te geven. Zodra de software is bijgewerkt zal de grafiek vanzelf weer zichtbaar worden.